# Halo 4
Halo 4 es un videojuego de disparos en primera persona desarrollado por la filial 343 Industries y distribuido por Microsoft Studios para la videoconsola Xbox 360. Halo 4 es el primero de "la trilogía del reclamador", y el séptimo lanzamiento de la franquicia Halo. Fue anunciado en Electronic Entertainment Expo de 2011 en la conferencia de prensa de Microsoft. Según el presentador de la conferencia, Halo 4 es el primero de una nueva trilogía de juegos dentro de la serie Halo. El juego continúa tiempo después del final de Halo 3, y marca el regreso del Jefe Maestro como personaje jugable. Cortana también aparecerá en el juego. El sitio web oficial se inició poco después de la conferencia de prensa en la E3, y afirma: "Tras los eventos de Halo 3, el Jefe Maestro regresa para cumplir su destino y enfrentarse a un antiguo enemigo que amenaza el futuro del universo entero. Halo 4 marca el inicio de la nueva "trilogía del reclamador", la cual comenzó con su lanzamiento en noviembre de 2012.

## Argumento

### Sinopsis
Han pasado 4 años, 7 meses y 11 días después de los eventos de Halo 3, el juego comienza con un investigador de la ONI y la Dra. Catherine Halsey hablando de la historia de los SPARTAN-117, revelando que el gobierno desea conocer la clave del éxito del jefe maestro, para generar reemplazos para él. A continuación se muestra al Jefe Maestro y Cortana, quienes siguen vagando en el espacio, en los restos de la fragata UNSC Forward Unto Dawn, hasta que de pronto, Cortana logra detectar un extraño estruendo en la nave, ante lo cual se ve obligada a despertar al Jefe Maestro, sin decirle la razón por la cual lo despertó y qué es lo que ella hizo mientras dormía. John abre su cámara de Criogenización, toma a Cortana y empieza una lucha por investigar qué es lo que pasa; por el camino una onda naranja escanea la nave, el Jefe toma un elevador, sin embargo, este se desploma. Afortunadamente John logra sujetarse, cuando inesperadamente aparece un Elite que intenta asesinar al Jefe. Luego de una corta pelea que termina con el Elite cayendo al hueco del ascensor.
John se extraña del normalmente común ataque pensando en la tregua con el Elites. En el camino, el Spartan va eliminando fuerzas hostiles del nuevo Covenant, en eso, Cortana cae en la cuenta de que hay varios cruceros de batalla Covenant, y que además de eso, hay un planeta Forerunner cuyo campo gravitacional los está atrayendo y que en última instancia terminarán chocando contra este.
Cortana le dice al Jefe que active los misiles de la nave manualmente para así acabar con los cruceros. El Jefe logra llegar a la cabina, activa los misiles y destruye los cruceros. Repentinamente, el planeta abre un vórtice y absorbe la Fragata y las naves nuevo Covenant, John intenta llegar a las cápsulas de escape, sin embargo es demasiado tarde, el Spartan es lanzado al espacio exterior, para luego ser absorbido hacia el interior del planeta.
Con los restos de las naves destruidas en el planeta, John sobrevive a la caída, y le pregunta a Cortana por su ubicación, Cortana le dice las coordenadas pero el Jefe se da cuenta de que algo le pasa a la IA, entonces Cortana le dice que está en estado de rampancia y que no se podrá recuperar, pero el Jefe no le cree y dice que habrá una solución, encontrar a la Dra. Halsey y así reparar a Cortana. Finalmente se abren camino a través de las fuerzas del nuevo Covenant para localizar un cartógrafo. Cortana dice que la única información que pudo conseguir es que su ubicación es un mundo escudo llamado Requiem. También recibe una señal de una fuente desconocida, que definitivamente "no es Covenant", y sugiere la búsqueda de la señal. Ellos descubren que la señal está siendo enviada desde una torre cerca del núcleo del planeta, Cortana abre un portal tan cerca como le es posible del núcleo, en eso, un gran número de nuevos enemigos aparecen (Caballeros Prometeos).
Después de haber sido teletransportado más cerca de la señal, se pone de manifiesto que es de la UNSC Infinity, que está pidiendo ayuda. Un satélite cerca del centro del planeta está bloqueando la señal, donde dos torres de interferencia aumentan la potencia del dispositivo de bloqueo de señal. Cortana sugiere tomar estas torres para recibir la señal sin interferencia. Después de derrotar a varios grupos del enemigo desconocido, lo único que Cortana es capaz de investigar de ellos es la palabra "Prometeo", y que parecen IA de combate más avanzados que los Centinelas. Después de derribar la primera torre se revela que el nuevo Covenant está muy interesado en encontrar algo en el interior del núcleo. Después de derribar la segunda torre, la señal completa de la Infinity es recibida. Después de descubrir que la nave va a entrar en el planeta, Cortana intenta advertirles, pero la Infinity no recibe el mensaje. John lucha para llegar hacia el centro del satélite, la pareja descubre un objeto esférico; la fuente de la señal. Después de intentar detener la señal de la esfera se acerca a la ubicación del jefe donde la parte inferior se desprende de la misma. Una única figura se ve en un pedestal. La figura desconocida se revela como el Didacta y se lanza en contra del Jefe Maestro antes de declarar que su pueblo, los Forerunner, están regresando a la galaxia después de miles de años, y él comenta sobre cómo la humanidad debe ser destruida.
John se las arregla para escapar del Didacta y se dirige hacia la Infinity, que había entrado en el planeta. El Didacta también se dirige a la Infinity. Después de la lucha contra muchos Prometeos y el nuevo Covenant, que han unido sus fuerzas, se encuentra con el Comandante Thomas Lasky, la comandante Palmer y algunos grupos dispersos de Marines. El Jefe despeja una zona de aterrizaje para un Pelican que va a recogerlos, y los transportara a la Infinity, que está combatiendo las olas del ejército nuevo Covenant. Palmer, Lasky, y el Jefe son enviados en una misión para permitir a la Infinity escapar de Requiem, y se les da un Mammoth. Después de destruir varios vehículos, entre ellos un Lich, John descubre que es una trampa. Entonces John y Cortana se separan y encuentran a la Bibliotecaria, quien explica que los Prometeos alguna vez fueron seres humanos, y cómo el Didacta está tratando de escapar para encontrar el Compositor y que planea convertir a la humanidad en Prometeos. Ella ayuda a acelerar al Jefe en su 'evolución' para que pudiera sobrevivir al Compositor. Una vez que John y Cortana se reúnen, se dirigen fuera de las estructuras Forerunner, donde intentan destruir al Didacta. Después regresan a la Infinity, donde Del Río da la orden de abandonar Requiem, indicando que debe regresar a la Tierra e informar al Alto Mando sobre lo que había ocurrido. Cortana y John intentan convencerlo de lo contrario, pero las órdenes del capitán es que Cortana sea dada de baja debido a su estado de rampancia. Ante la negativa del Jefe de entregarla, ordena tanto a Palmer como a Lasky a arrestarlo, pero ninguno de los dos se mueve. Con la ayuda de Lasky, John escapa de la Infinity antes de que salga y trata de destruir al Didacta de una vez por todas. Sin embargo, no tiene éxito, y se esconde dentro de un Lich para seguir al Didacta.
El Didacta y una flota nuevo Covenant, llegan a la instalación 03, el Covenat bajo el control del Didacta inmediatamente ataca la instalación que albergaba el Compositor. Después de luchar en su camino al interior de la instalación, John discute con algunos científicos allí y coge una bomba HAVOK para intentar destruir el Compositor. Por desgracia, es demasiado tarde, y el compositor se dispara y mata a todos en la base menos a él. Él toma un Broadsword F-41 para seguir al Didacta a la Tierra, donde es asistido por la Infinity, que ahora es controlada por el comandante Lasky. Allí, el Didacta dispara el Compositor, y el exterminio de la humanidad comienza en Nueva Phoenix. Con el fin de derribar los escudos del Didacta, Cortana clona sus personalidades rampantes para sobrecargar el sistema. Ella logra comunicarse con el Jefe débilmente y lo guía hasta la ubicación del Compositor para que lo destruya. Ella utiliza lo último de su energía para formar ella misma en una forma visible y toca a John por primera vez y la última. Cortana desaparece para siempre justo antes de que el Compositor se derrumbe a su alrededor. John es encontrado en medio de los escombros por un Pelican. Al hablar con el Comandante Lasky, John recuerda lo que una vez Cortana le dijo acerca de la humanidad y los soldados. En el final se ve a John en la Infinity quitándose su armadura mientras se escucha un discurso del Didacta (en el nivel legendario se le ve por primera vez una parte de su cara, los ojos).

### Spartan Ops
Spartan Ops es el nuevo modo de juego incluido en Halo 4. Se trata de misiones separadas de la campaña con cinemáticas que se actualizarán semanalmente, las cuales podrás jugar hasta con otros 3 amigos.
Cada episodio contiene 5 capítulos, que se relacionan directamente con los anteriores.
Seis meses después de los acontecimientos de la Campaña, la UNSC Infinity volvió a Requiem con varios Equipos de Spartan-IV, decididos a recuperar el planeta a toda costa. Las naves del nuevo Covenant Tormenta en órbita, fueron destruidas.
Un SPARTAN-IV luchando contra un Caballero Prometeo Al llegar a la superficie del planeta, los Equipos de Asalto Majestic, Carmesí y otros varios comenzaron a interrumpir las operaciones del nuevo Covenant Tormenta en el planeta y comenzaron a recuperar Artefactos Forerunner para su estudio.
Tiempo después el equipo Carmesí recuperó un artefacto que fue llevado a la Infinity cuando absorbió al Dr.Glassman después la Dra. Catherine Elizabeth Halsey fue llevada a la nave a estudiar el artefacto, el Dr Glassman fue tele trasportado con los nuevo Covenant ofreciéndole sus conocimientos a cambio de su vida, es entonces cuando la Infinity descubrió que 'Jul 'Mdama se encontraba en Requiem, el equipo de asalto Majestic recuperó "el alma de un Caballero Prometeo" fue enviada con Halsey para su estudio, entonces la tripulación descubrió que este prometeo tiene recuerdos de Nueva Phoenix tratándose de un caballero prometeo actual más tarde Halsey fue descubierta hablando con Jul 'Mdama y fue arrestada por la tripulación, después el Dr. Glassman hizo funcionar un artefacto que supuestamente contiene a la Bibliotecaria que los elites piesan que les iba a entregar los secretos en requiem como armamento, mientras que el Spartan Gabriel Thorne del equipo Majestic se dirige al artefacto, toca la superficie del objeto para después (al igual que el Dr. Glassman) ser transportado instantáneamente a la superficie de Requiem (desarmado y sin casco), donde varios élites se encuentran listos para matar al Spartan.
Se muestra al Spartan Thorne siendo arrastrado por unos Élites, mientras recuerda lo sucedido. Mientras en la Infinity detectan la señal del Spartan vivo en Requiem; y Jul 'Mdama es distraído por el artefacto Forerunner, situación aprovechada por el Dr. Glassman para quitarse el collar que lo tenía preso y escapar, Jul no puede creer lo sucedido y manda a sus Élites a matar a Glassman, incluyendo a su segundo al mando, Gek. Al mismo tiempo afuera de la base de los Élites, los Élites que llevaban al Spartan Thorne, se encontraban abriendo la puerta de la base y se encontraron al Dr. Glassman tratando de huir, el cual logró distraer a los dos Élites, dándole tiempo a Thorne de agarrar el arma de uno de los Élites y matarlos, en eso los demás Élites iban saliendo de la base para atacarlos y el chaleco con granadas que tenía el Dr. Glassman se activó, y el Spartan Thorne aprovechó esto para quitarle el chaleco a Glassman y lanzarlo a los Élites matándolos y escapando. Después, Gek vio a sus amigos muertos y enojado vio las pisadas del Spartan y de Glassman (incluyendo los lentes de Glassman, rotos y tirados), terminando el episodio en suspenso (de que los iba a perseguir).
La Dra. Halsey corrompe a la IA de la Infinity (Rolland), para que haga todo lo que ella le ordene, Rolland llama a unos marines para que escolten a la Dra. Halsey a la sala del Comandante Lasky (en cumplimiento de la orden que Halsey le había dado), una vez ahí la Dra. Halsey le ordena a Rolland que le de acceso a la terminal del Comandante Lasky, descargando los datos de ésta en su tableta; después se entera de que John-117 (Master Chief) está vivo y a bordo de la Infinity. Justo cuando Halsey se disponía a buscarlo, entabló una conversación con Jul 'Mdama, cuando Rolland se libera y manda a unos Marines por ella, pero antes de arrestarla unos Caballeros Prometeos invaden la Infinity, y mientras Lasky y su tripulación luchan por detenerlos Halsey es secuestrada por ellos; Gek encuentra a Thorne y a Glassman, comenzando una batalla entre éstos, en la cual Thorne es visiblemente superado por la fuerza del Élite Asesino, pero pudo sostenerse debido a que era más ágil que él pero aun así no pudo contra Gek y justo cuando estaba rendido en el suelo, momentos antes de ser ejecutado por Gek, el equipo Majestic aparece matando al Élite por la espalda; momentos después se ve al equipo Majestic inspeccionando los objetos de Gek tales como su Espada de Energía, su Módulo de Camuflaje, unas placas de Spartan e incluso un Mapa Covenant, mientras Halsey que está con Jul 'Mdama activa el artefacto que había construido el Dr. Glassman. Halsey entra en él y se encuentra con la Bibliotecaria, y ésta le entrega la llave de Requiem.
La ONI manda a Sarah Palmer para asesinar a Halsey por la traición, Lasky intenta detenerla para evitar que la mate, aunque Palmer ya va a Requiem, por lo que Lasky manda al Equipo de Asalto Majestic para evitar que Palmer mate a Halsey, luego de entregarle la llave a Halsey sale del artefacto y Jul 'Mdama se las quita; luego el equipo Majestic llega y Halsey le arroja la otra mitad de la llave a Thorne, en eso llega Palmer y le dispara a Halsey en el hombro luego un caballero prometeo llega y se lleva a Jul 'Mdama y Halsey.
Ya Jul 'Mdama retirando su flota por medio del hiperespacio, la UNSC sospecha su huida investigando más a fondo descubriendo que Requiem sería destruido al Chocar con su Sol exterior haciendo que la Infinity sufra el mismo destino, por causa del Artefacto Forerunner que retiene sus motores y dejándolo casi inmóvil, El Spartan Gabriel Thorne desactiva este, huyendo de Requiem en 2 Pelican, Sarah Palmer y el Equipo Majestic aterrizando bruscamente en la bahía de carga, saltan a hiperespacio salvándose de impactar con el sol junto con Requiem.
Ya después de lo acontecido, la Spartan Sarah Palmer y el Capitán Thomas Lasky se dirigen a un laboratorio sellado donde el Dr. Glassman analiza la mitad de la llave de Requiem. Por otra parte, en una localización desconocida en la Nave Capital de Jul 'Mdama discutiendo por qué la UNSC no envió un equipo de rescate sino una ejecución.
Halsey perdió el brazo y ella junto con el maestro de Flota Jul 'Mdama hará lo que sea posible para vengarse de la UNSC, especialmente de la comandante Sarah Palmer.

## Campaña

### Niveles
A su vez, el juego consta de ocho niveles en total en el modo de campaña, los cuales se caracterizan por ser lineales —esto es, que avanzan conforme la historia del juego—:21
- 1. Prólogo
- 2. Amanecer
- 3. Requiem
- 4. Forerunner
- 5. Infinity
- 6. Reclamador
- 7. Clausura
- 8. Compositor
- 9. Media Noche
- 10. Epílogo                                                                                                                                                                                  == Campaña ==  'Niveles de Spartan Ops'                                                               A su vez, el juego consta de cincuenta y un capítulos y niveles en total en el modo de campaña, los cuales se caracterizan por ser lineales 'esto es, que avanzan conforme la historia del juego':21

| Infinity            | Land Grab • Sniper Alley • The Challenge • Sacred • The Core                                           |
| Artefacto           | Clean Up • For Science • Hacksaw • Pelican Down • Gagarin                                              |
| Catherine           | The Vip • Galileo • Spartan Mountain • Shootout In Valhalla • Hunting Trip                             |
| La Mano del Didacta | Hairy Call • Rally Point • Random Transport • The Chase • The Didact's Gift                            |
| Memento Mori        | Spartan Miller • Nothing Can Go Wrong • Everything Has Gone Wrong • The Cauldron Base • Spartan Thorne |
| Aislado             | Escape Plan • All The Secrets • Need To Know • Search And Destroy • Switchback                         |
| Invasión            | Backup • Home Field • Engine Of Destruction • The Guns Of Infinity • Victory Lap                       |
| Prescindible        | Unfinished Business • Majestic Rescue • Lancer • Crystal Ball • Glassman                               |
| Llave               | The Search For Halsey • Clean Up (Key) • Science Mountain • Revenge • The Hammer                       |
| Éxodo               | Artifact • In One Way • Seize The Power • Out The Other • One Last Time                                |

## Desarrollo
Halo 4 se anunció oficialmente el 4 de junio de 2011, en la Electronic Entertainment Expo de ese año, siendo presentado al mismo tiempo que Halo: Combat Evolved Anniversary. El Director de entretenimiento de Microsoft Reino Unido, Stephen McGill considera el lanzamiento de Halo: Combat Evolved Anniversary como una forma de introducir una nueva generación de fanes de la serie antes del lanzamiento de Halo 4. En su desarrollo el juego se convirtió en el más ambicioso de la historia de Microsoft superando en costes a los 60 millones de dólares que costó Halo 3.

## Mercadeo

### Videos promocionales

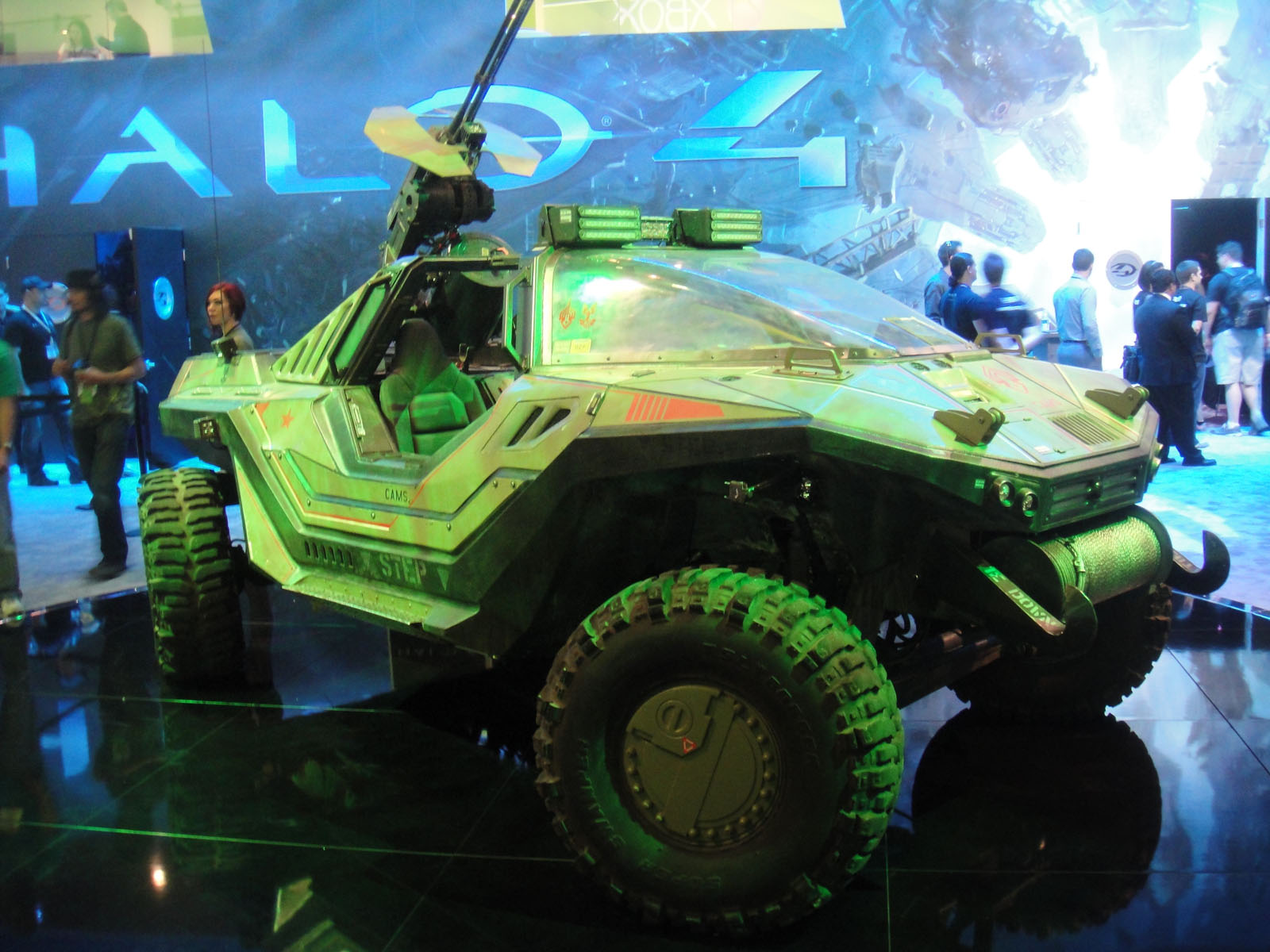
Warthog de Halo 4 en E3 2012

Halo 4: Forward Unto Dawn es una serie oficial de Halo anunciada por Halo Waypoint, que cuenta la historia de cómo el Jefe Maestro sirvió de inspiración para un joven cadete del UNSC llamado Thomas Lasky y como este mismo luego se convierte en el Comandante de la nave UNSC Infinity. La serie consistió de un episodio semanal, cada uno de más de 15 minutos de duración, hasta llegar a un total de 5 episodios. Estuvo disponible a través del canal de YouTube de Machinima Prime y Halo Waypoint, en su misma página, y en Machinima.com. a partir del 5 de octubre. Esta miniserie fue considerada como una película para algunos seguidores aunque la película real fue cancelada.

## Publicación
La fecha de salida de Halo 4 fue el 6 de noviembre de 2012, además viene acompañado de una edición normal, edición limitada y una Xbox 360 edición limitada. El primer día de lanzamiento consiguió unos beneficios de 200 millones de dólares, superando a cualquier otro lanzamiento de aquel año incluyendo cinematográfico. Con el nuevo juego la franquicia completa alcanzaba unos beneficios de 3.380 millones de dólares.

## Recepción
Halo 4 recibió críticas positivas, además las revistas de videojuegos han puntuado bastante alto al juego, GameRankings asignó una puntuación del 87,05% y Metacritic de 87/100.
Ryan McCaffrey de IGN le dio una puntuación de 9.8, mencionando del Halo 4 «representa un triunfo para el género de los videojuegos de disparos de primera persona»,. No sólo aplaudió la calidad de movimientos, luces y animaciones sino que también alabó el modo campaña: «por mezclar secuencia de combate a pie y en vehículos con momentos más tranquilos e interacciones claves entre el Jefe Maestro y Cortana». Aunque el trabajo musical de Neil Davidge ha sido un «cambio audaz», McCaffrey ha considerado que la música también es bastante adictiva.
Erik Kain, escritor de la revista Forbes ha alabado la historia de Halo 4, diciendo que «ha visto las escenas más impresionantes que había visto nunca en un videojuego» y que contribuyen a crear una historia "bella y trágica de amor" entre Cortana y el Jefe Maestro. Mike Mahardy de "Game Informer" añadió que la historia de este juego está más «centrada y conectada» al jugador, en comparación con lo impersonal y turbio que estaban las historias de los anteriores juegos de la franquicia.